# Raimundo Menéndez Orra
Raimundo Menéndez Orra fue un periodista, escritor y profesor español de finales del siglo XIX y comienzos del XX.

## Biografía
Nacido en la ciudad asturiana de Gijón en 1855, residió largos periodos fuera de su tierra natal. Fue uno de los fundadores en Madrid del Círculo Filológico Matritense y autor de obras de cariz sociológico, poéticas y filológicas. Fue director de un establecimiento docente en Bilbao. Como periodista en 1873 empezó a escribir en The New York Herald y en el Bayonne Herald de Nueva Jersey, con el pseudónimo «Jorge M. Raymond». En Inglaterra colaboró con la prensa católica con la firma de Father Raymond.
En 1882 fundó en Madrid El Tit Español, a semejanza del Tit Bits de Londres. En 1885 fue director de El Apologista Católico. Menéndez Orra, que afirmaba ser sacerdote de la Iglesia católica, fue fundador de la Iglesia Católica Apostólica Española, una secta reformista.
En 1890 colaboró en El Dobra —donde utilizaba la firma «Philosopher»—, El Impulsor y  La Montaña, de Torrelavega. En 1894 fundó La Prosperidad, de Santander, firmando a veces con «El Cañón». En 1900 publicó en Bilbao El Anunciador Vasco y fue director de Ecos Religiosos, firmando con el anagrama de «Domme Numen Darze». Colaboró en La Unión Mercantil e Industrial de Sevilla y hacia 1903 lo hacía en La República de Bilbao, firmando con «Sal-Merón»; en El Noticiero Bilbaíno, con la firma «Ramiro de Larrea» o «Ramiro»; y en El Musel, de Gijón. Usó también otros pseudónimos anagramáticos.